# Home Fleet

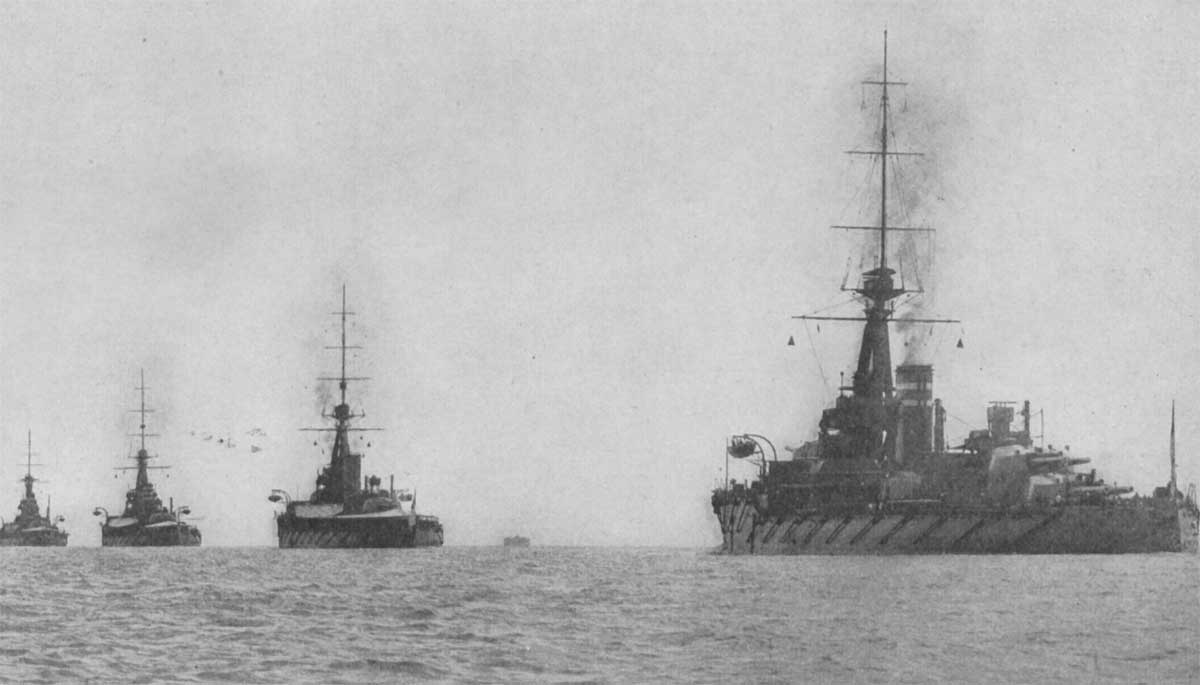
Lodě 2. bitevní eskadry Grand Fleet v době 1. světové války. Zleva doprava: HMS King George V, HMS Thunderer, HMS Monarch, a HMS Conqueror.

Home Fleet je tradiční označení floty britské Royal Navy, jejímž úkolem je námořní obrana výsostných vod Velké Británie. Námořní svaz tohoto jména vznikl v roce 1932 přejmenováním tehdejší Atlantic Fleet po Invergordonské vzpouře v Královském námořnictvu v roce 1931.

## Historie
V období 1600–1900 byl pro skupinu válečných lodí, jež bránily vody Lamanšského průlivu používán název Channel Fleet.
Během 1. světové války byla Home Fleet sloučena s Atlantic Fleet, čímž vznikla takzvaná Grand Fleet. Největší námořní bitvou tohoto uskupení byla bitva u Jutska, kde se Grand Fleet utkala s německou Hochseeflotte. Šlo o jedinou bitvu této války, v níž se utkaly hlavní síly britského a německého loďstva.
V meziválečném období Britové, jak už bylo řečeno, opět vzkřísili tradiční jméno Home Fleet. Flota, jejímž prvním velitelem se stal admirál sir John Kelly, sestávala z vlajkové lodi HMS Nelson, dalších pěti bitevních lodí, dvou bitevních křižníků, tří křižníků, sedmadvaceti torpédoborců, šesti ponorek, dvou letadlových lodí a dalších plavidel.
Za druhé světové války představovala Home Fleet hlavní bojovou sílu Royal Navy v Evropě. Na začátku války jí velel admirál Sir Charles Forbes, jehož vlajkovou lodí byl také HMS Nelson. Flota měla svoji mateřskou základnu ve Scapa Flow. Jejím hlavním úkolem bylo zabránit německé Kriegsmarine ve vyplutí ze Severního moře. Nejcitelnějšími ztrátami loďstva za druhé světové války bylo potopení bitevní lodi Royal Oak, torpédované v bezpečí Scapa Flow německou ponorkou, a potopení pýchy britského námořnictva bitevního křižníku Hood následkem zásahu z německé bitevní lodi Bismarck. Poté přemístila Home Fleet svoji základnu do Firth of Clyde.
Velitelé Home Fleet za druhé světové války:
- Sir Charles Forbes (1939–1940)
- Sir John Tovey (1940–1942)
- Sir Bruce Fraser (1942–1944)
- Sir Henry Ruthven Moore (1944–1945)

Po druhé světové válce se Home Fleet navrátila k plnění svých úkolů v obraně výsostných vod Spojeného království. K nim v době studené války přibyla ještě ochrana severního Atlantského oceánu před Sovětským svazem, kterou flota vykonávala ve spolupráci se silami NATO.